# Giuseppe Spina
Giuseppe Spina (ur. 11 marca 1756 w Sarzanie, zm. 13 listopada 1828 w Rzymie) – włoski kardynał.

## Życiorys
Urodził się 11 marca 1756 roku w Sarzanie, jako syn Giovanniego Francesca Spiny i Eugenii Marii Spiny. Studiował na Uniwersytecie Pizańskim, gdzie uzyskał doktorat utroque iure. 13 listopada 1796 roku przyjął święcenia kapłańskie. Giuseppe Maria Doria Pamphili zlecił mu przygotowanie ucieczki Piusa VI do Genui i gdy doszło to do skutku, Spina został papieskim majordomusem. 10 czerwca 1798 roku został wybrany tytularnym arcybiskupem Koryntu, a 30 września przyjął sakrę. Został asystentem Tronu Papieskiego i towarzyszył podróży Piusa VI do Francji, gdzie obaj zostali osadzie w Valence. Udzielił papieżowi ostatnich sakramentów, a po śmierci Piusa, zorganizował pogrzeb. Na prośbę Napoleona przewodził delegacji do Paryża, która miała opracować prawa regulujące stosunki Francji ze Stolicą Piotrową. 23 lutego 1801 roku został kreowany kardynałem in pectore. Promocja na kardynała prezbitera została ogłoszona na konsystorzu 29 marca 1802 roku i nadano mu kościół tytularny Sant’Agnese fuori le mura. W tym samym roku został mianowany arcybiskupem Genui. Wziął udział w ślubie cesarza z Marią Ludwiką Austriaczką, dzięki czemu pozwolono mu nosić czerwony strój kardynalski. W 1811 roku wziął udział we francuskim soborze biskupów, gdzie zabiegał o uwolnienie Piusa VII. W 1816 roku zrezygnował z zarządzania archidiecezją, a dwa lata później został legatem w Bolonii. 21 lutego 1820 roku został podniesiony do rangi kardynała biskupa i otrzymał diecezję suburbikarną Palestrina. Pięć lat później został prefektem Trybunału Sygnatury Sprawiedliwości. Zmarł 13 listopada 1828 roku w Rzymie.